# Les Sept Boules de cristal
Vous lisez un « article de qualité » labellisé en 2024.
Les Sept Boules de cristal (typographié Les 7 Boules de cristal sur la couverture) est le treizième album de la série de bande dessinée Les Aventures de Tintin, créée par le dessinateur belge Hergé. L'histoire constitue le premier volet d'un diptyque dont le second est Le Temple du Soleil.
Une première partie de l'histoire est prépubliée sous son titre définitif du 16 décembre 1943 au 2 septembre 1944 en noir et blanc dans les pages du quotidien Le Soir. Après une interruption de deux ans, la seconde partie paraît en couleurs dans les pages du journal Tintin à partir du 26 septembre 1946, fusionnée avec l'histoire suivante, Le Temple du Soleil. Enfin, Les Sept Boules de cristal paraît en 1948 sous forme d'un album en couleurs indépendant de soixante-deux planches.
La prépublication du récit démarre donc durant l'occupation allemande de la Belgique, et ce, au sein d'un journal, Le Soir, pour lequel Hergé travaille depuis octobre 1940 et qui est passé sous la direction de collaborateurs de l'Allemagne nazie. Elle est d'abord interrompue en raison d'une dépression de son auteur, puis par la libération du pays et l'interdiction qui est temporairement faite à Hergé d'exercer son activité professionnelle.
Pour créer cette aventure, Hergé s'adjoint la collaboration de son complice de longue date, Jacques Van Melkebeke, qui apporte de nombreuses références culturelles propres à développer le projet. Il reçoit aussi l'aide d'Edgar P. Jacobs, qu'il embauche pour la mise en couleurs et la création des décors. Dépassant ce rôle au niveau graphique, ce dernier apporte des idées, dont celle des boules de cristal, qui donnera le titre de l'œuvre.
Les Sept Boules de cristal , dans son aspect graphique, son intrigue, et sa narration , montre une évolution notable de l'art d'Hergé : souci nouveau du détail et meilleur rendu des décors. Quant au récit, les passages entre les différents formats de prépublication puis de publication imposent à Hergé plus de concision et d'efficacité.
Enfin, Hergé déploie des thèmes qui lui sont chers. Il s'inspire des civilisations anciennes, l'Égypte antique et la civilisation inca, dans une lignée des albums  Les Cigares du pharaon et L'Oreille cassée. Sous l'influence de Jacobs, le fantastique, centre d'intérêt de l'auteur, est au cœur du récit.  

## Histoire

### Résumé
Malgré les efforts de Tintin pour les protéger, six des membres d'une expédition scientifique consacrée à la civilisation inca sont victimes, les uns après les autres, d'une malédiction et plongés dans une profonde léthargie de laquelle les médecins sont impuissants à les sortir. La malédiction touche ainsi successivement le cinéaste Clairmont, le professeur Sanders-Hardmuth, le professeur Laubépin, le professeur Cantonneau, l'explorateur Marc Charlet et le professeur Hornet.
Un dernier membre de l'expédition reste indemne : il s'agit du professeur Hippolyte Bergamotte, qui se trouve être un ami d'études du professeur Tournesol. Tintin, le capitaine Haddock et Tournesol se rendent chez lui afin de lui porter assistance. Ils ne sont pas les seuls car sa maison est sous étroite protection policière. La momie de Rascar Capac, rapportée du Pérou, s'y trouve également, entreposée à l'intérieur d'une vitrine en verre.

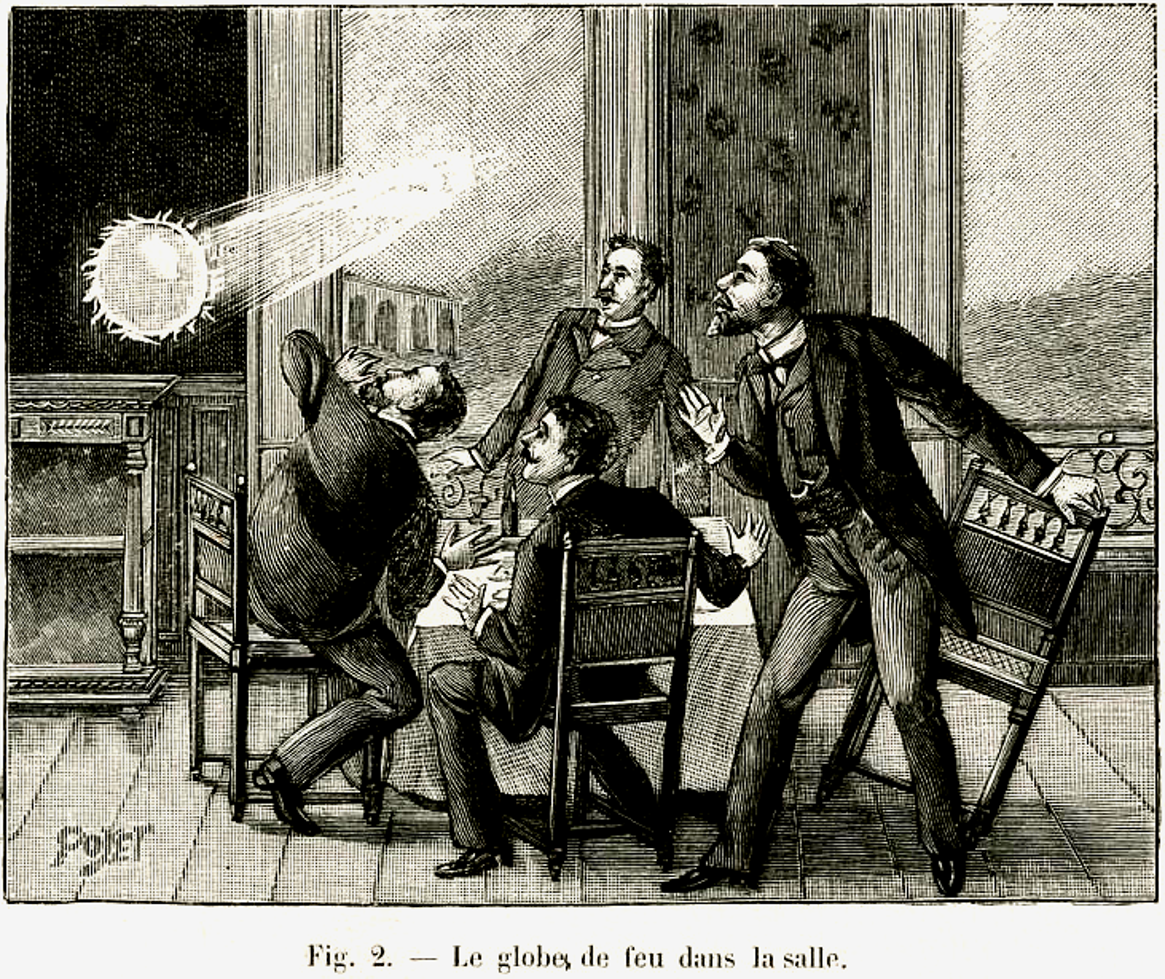
Le phénomène de foudre en boule illustré par le graveur Louis Poyet en 1901.

En cours de journée, Tintin, le capitaine Haddock et le professeur Tournesol sont empêchés de repartir à cause d'un problème de voiture et doivent se résoudre à dormir sur place. Durant la soirée, un orage éclate. Une sphère lumineuse, semblable à de la foudre en boule, s'introduit par la cheminée et fait disparaître la momie. Affolé, le professeur Bergamotte dévoile à ses invités la teneur de la malédiction telle qu'il l'avait relevée sur les murs du tombeau de Rascar Capac. Or celle-ci correspond à la succession des évènements qui se sont déroulés jusqu'à présent. Chacun va néanmoins se coucher. Alors que tous les personnages font un cauchemar identique dans lequel la momie est vivante, le professeur Bergamotte est victime à son tour de la malédiction. Le lendemain, Tournesol est enlevé après s'être paré du bracelet de la momie, trouvé dans le jardin.
Tintin et Haddock se lancent à sa recherche et, après avoir observé dans une clinique un phénomène de transe de possession collective touchant les sept explorateurs, ils prennent la direction du Pérou.
L'histoire continue dans l'album Le Temple du Soleil.

### Personnages principaux

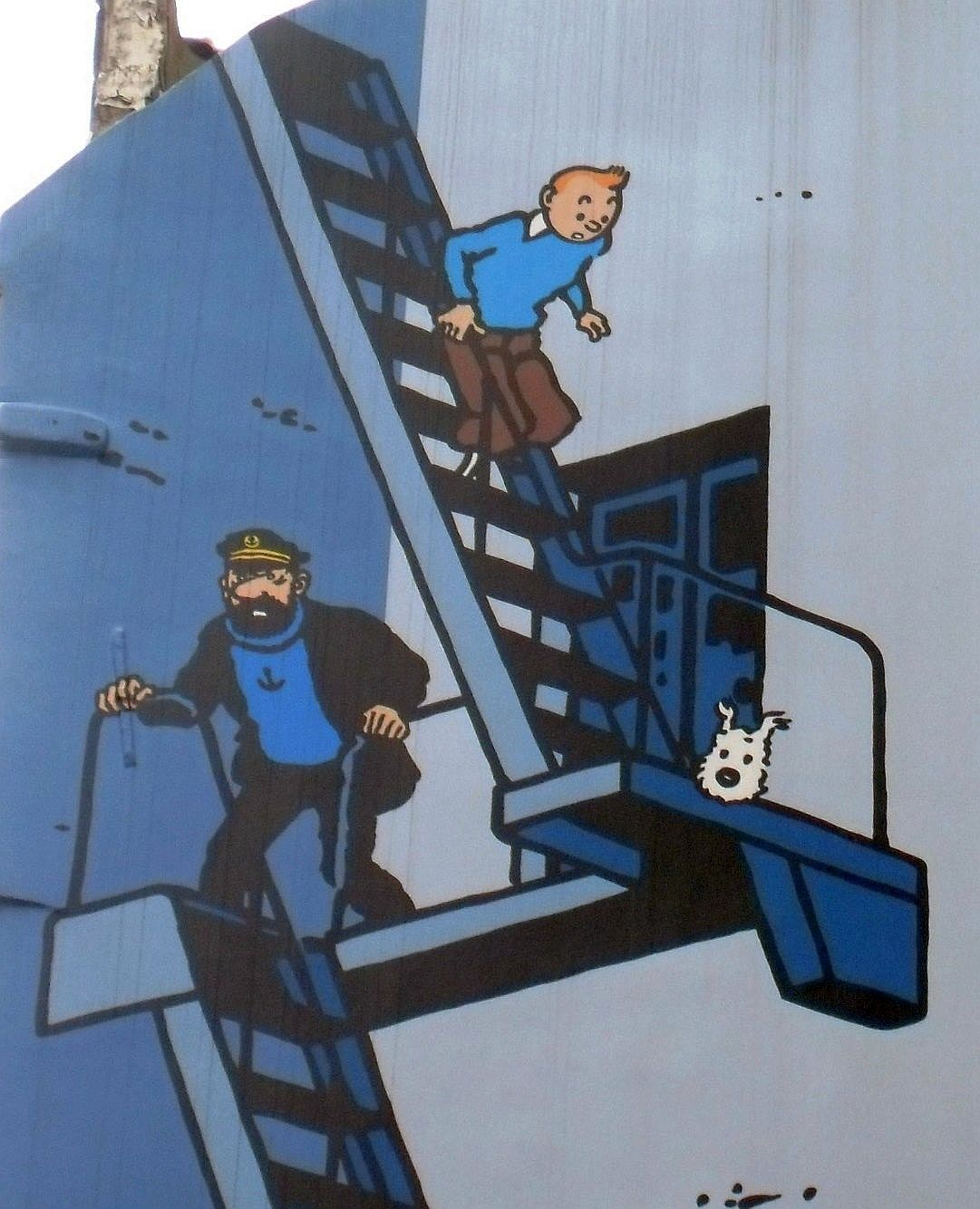
Tintin, Milou et le capitaine Haddock sur la façade d'un mur à Bruxelles.

C'est la deuxième apparition du professeur Tournesol dans la série, immédiatement après Le Trésor de Rackham le Rouge. Il est désormais logé au château de Moulinsart, qu'il a permis au capitaine Haddock de racheter à la fin de l'album précédent grâce à l'argent reçu pour le brevet de son sous-marin de poche. Tournesol est le véritable catalyseur de l'aventure : à l'issue d'une nuit agitée chez son ami Hippolyte Bergamotte, il part se promener au jardin où, guidé par son pendule, il découvre le bracelet de Rascar Capac. En le portant à son poignet, il commet pour les Incas le sacrilège qui conduit à son enlèvement.
Pour Tintin, il ne s'agit plus de s'engager dans les évènements de son siècle, l'aventure appartenant désormais à sa sphère privée, ce qui lui permet d'accéder selon Jean-Marie Apostolidès « au rang de personnage mythique ». C'est ainsi que, par exemple, l'occupation allemande n'apparaît d'aucune façon. Le capitaine Haddock, désormais devenu un personnage central de la série, achève sa transformation : il n'est plus « l'ivrogne pitoyable » qu'il était dans Le Crabe aux pinces d'or mais un homme respectable qui se conduit comme un nouveau riche depuis son installation au château. Pour autant, mal à l'aise dans ces nouveaux habits, Haddock les abandonne vite pour son habituelle tenue de marin, dès lors qu'il s'agit de retrouver son ami. La colère puis le désespoir qui l'envahissent après la disparition du professeur témoignent des sentiments que le capitaine éprouve désormais à son égard.
Si Milou se montre moins loquace que dans les premières aventures,, il contribue néanmoins à faire avancer l'intrigue : c'est lui qui trouve le chapeau de Tournesol sur les quais de La Rochelle, offrant ainsi une piste aux deux héros.
Les Sept Boules de cristal fait intervenir une série de personnages secondaires déjà rencontrés dans de précédents albums. En premier lieu, le professeur Paul Cantonneau, membre de l'expédition Sanders-Hardmuth, faisait déjà partie de l'expédition arctique dans L'Étoile mystérieuse. Le capitaine Chester, rencontré dans le même album, n'apparaît pas cette fois directement, mais la proposition de Tintin à Haddock d'aller le saluer relance leur enquête. La cantatrice Bianca Castafiore, déjà présente dans Le Sceptre d'Ottokar, déclenche les hurlements de Milou en se produisant sur la scène du music-hall, où Tintin retrouve le général Alcazar, rencontré dans L'Oreille cassée. Chassé du pouvoir, il s'est reconverti en lanceur de poignards dans les salles de spectacles européennes sous le nom de « Ramon Zarate ». Enfin, Dupond et Dupont, présents depuis Les Cigares du pharaon, tentent en vain de percer le mystère du mal qui frappe soudainement les membres de l'expédition Sanders-Hardmuth. Par ce retour de personnages déjà plus ou moins installés dans son œuvre, le but poursuivi par Hergé est d'installer une cohésion forte entre les différents récits, ce que Pierre Assouline traduit comme la volonté que ses récits aient « l'apparence massive, compacte et cohérente d'une œuvre ».
À l'inverse, certains personnages font leur seule apparition dans ce diptyque. C'est le cas de la plupart des membres de l'expédition ethnographique mais aussi de Rupac Inca Huaco, qui se produit sous le nom de « Chiquito » dans le numéro du général Alcazar au music-hall et que Tintin soupçonne, à juste titre comme il le découvrira dans Le Temple du Soleil, d'être la main armée de la vengeance inca. 
C'est également le cas de Rascar Capac, ce souverain inca dont la momie, rapportée par les membres de l'expédition et enfermée dans une vitrine chez le professeur Bergamotte, hante les cauchemars de Tintin, du capitaine Haddock et du professeur Tournesol. Cette « ambiguïté » qui pourrait le faire qualifier de « mort-vivant » peut constituer une source de frayeur chez les lecteurs. Objet de culte pour les uns, la momie de Rascar Capac se transforme pour les autres en instrument de vengeance : « Sa présence, bénéfique au Pérou, devient maléfique en Europe, où il réintroduit le sacré par le négatif, comme punition collective ».

#### L'humour pour faire retomber la tension

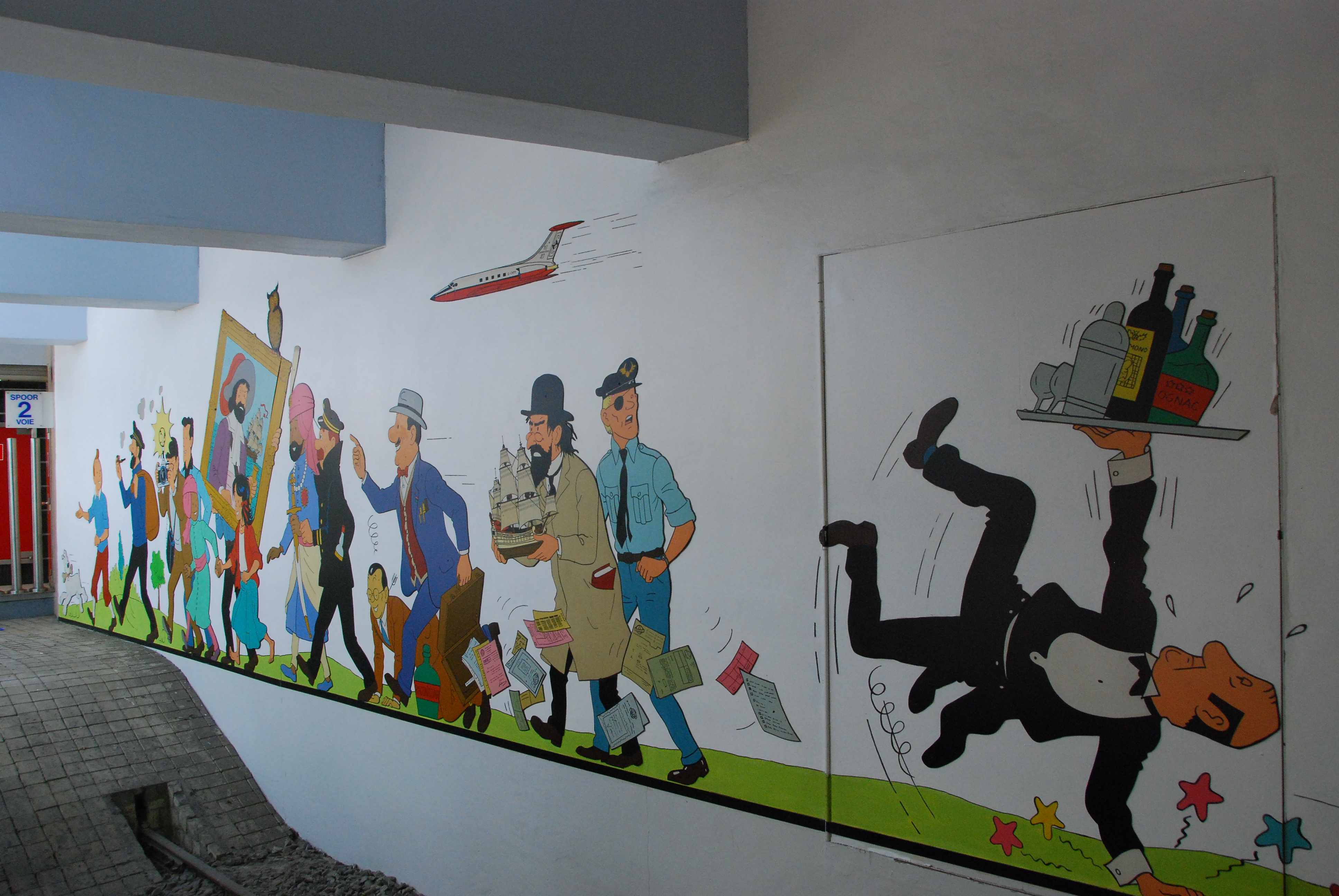
Nestor rattrapant le contenu de son plateau, sur un mur de la station Stockel du métro bruxellois.

#### Hergé et le paranormal

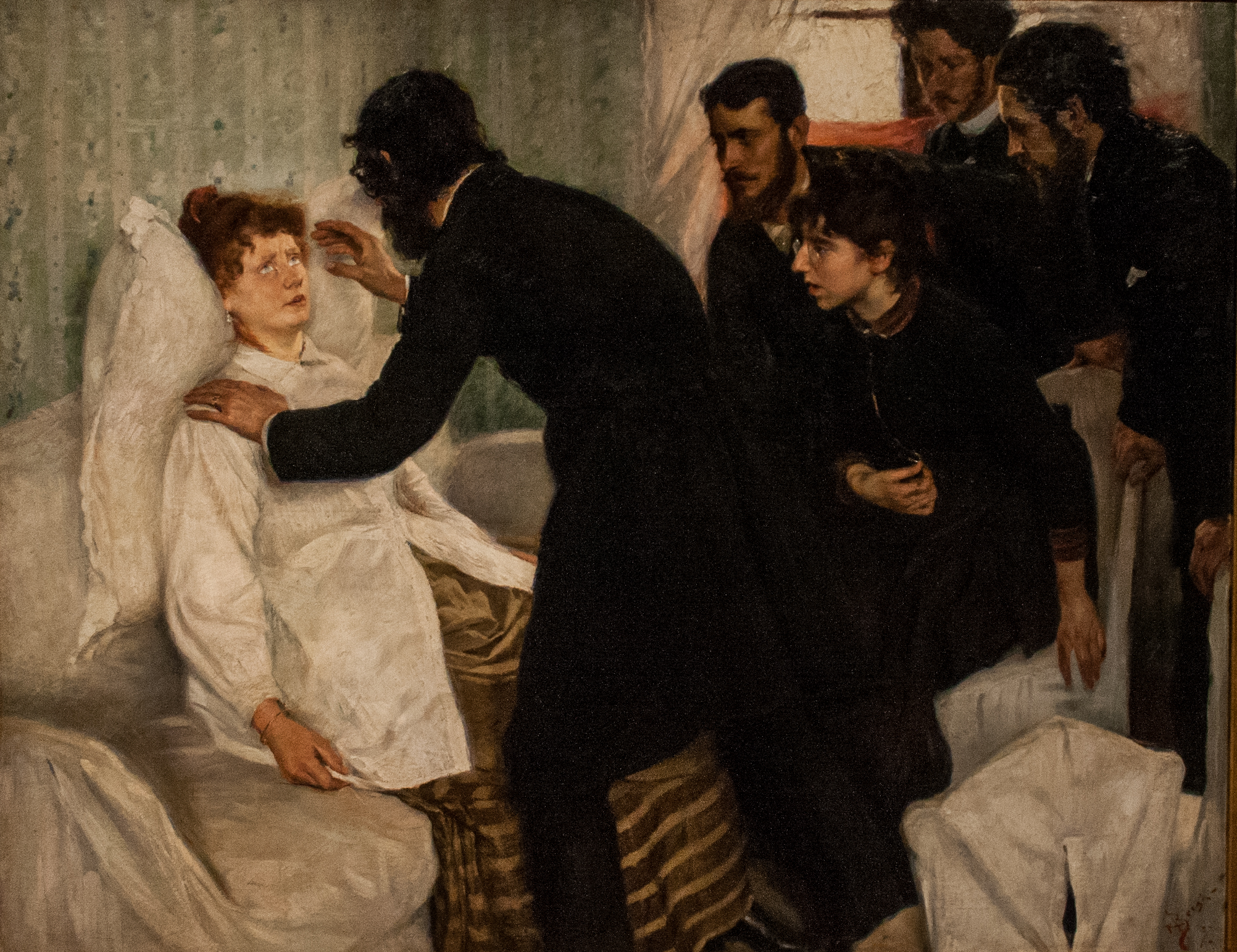
Une séance d'hypnose dans un tableau de Richard Bergh, en 1887.

#### Une immersion progressive au long de l'album

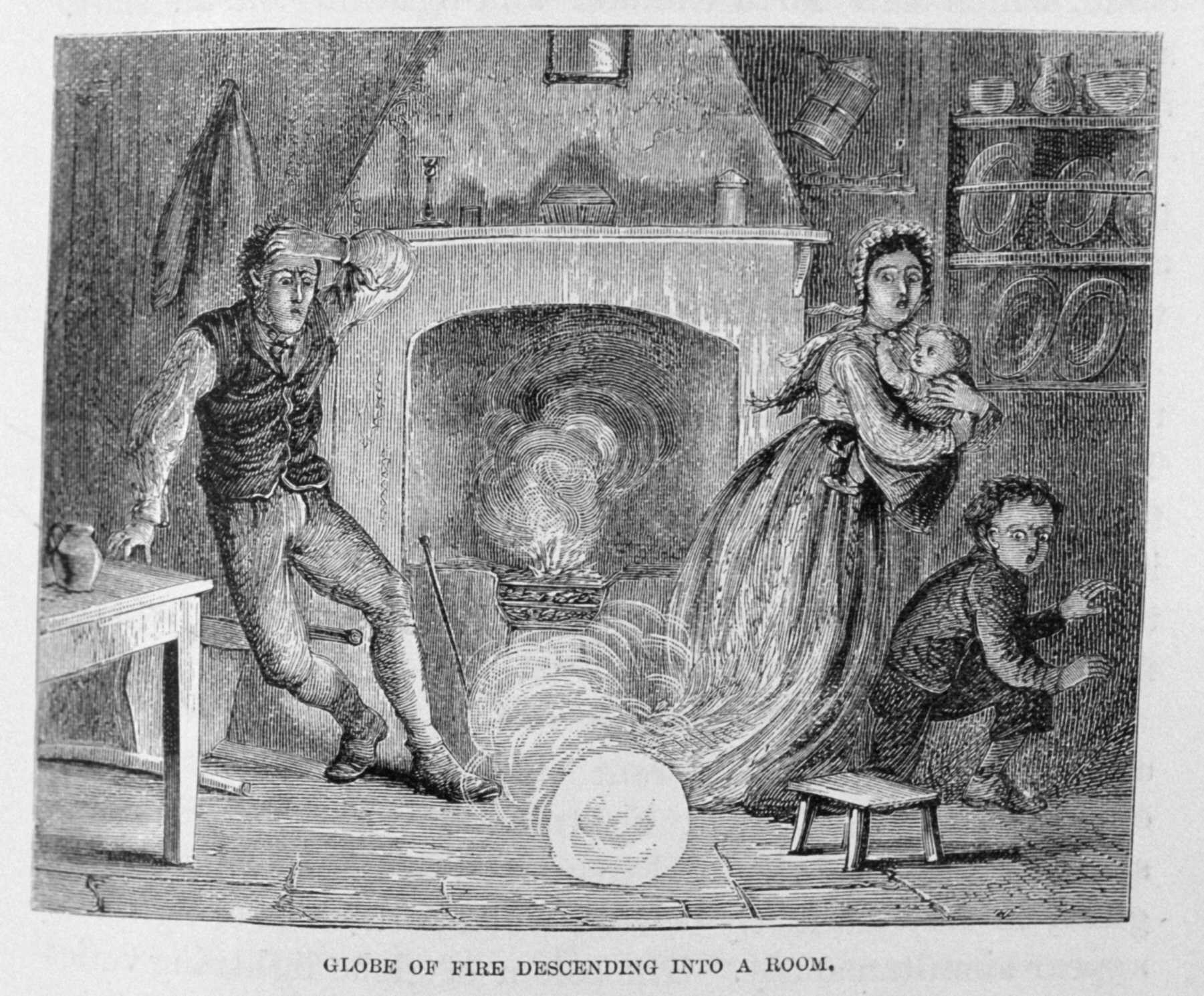
Une gravure de 1886 illustrant le phénomène de foudre en boule, comme celui qui frappe la momie de Rascar Capac.

#### Le cauchemar de la momie, pivot du récit

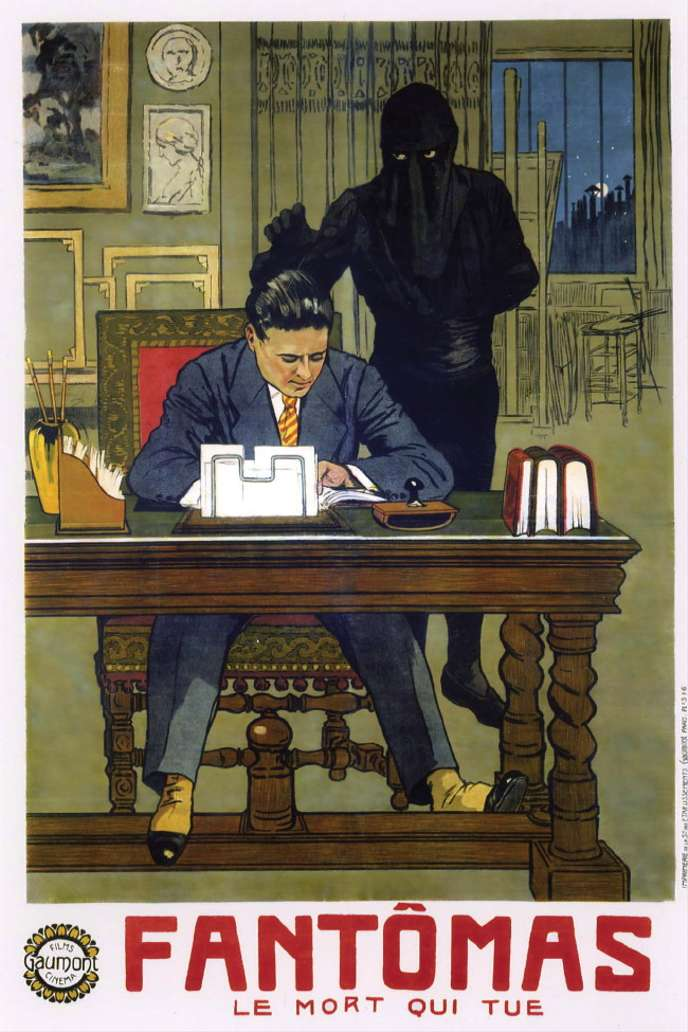
L'intrusion de Rascar Capac dans la chambre de Tintin rappelle le stéréotype de la menace arrivant par derrière, comme dans Le Mort qui tue de Louis Feuillade.

### Lieux visités

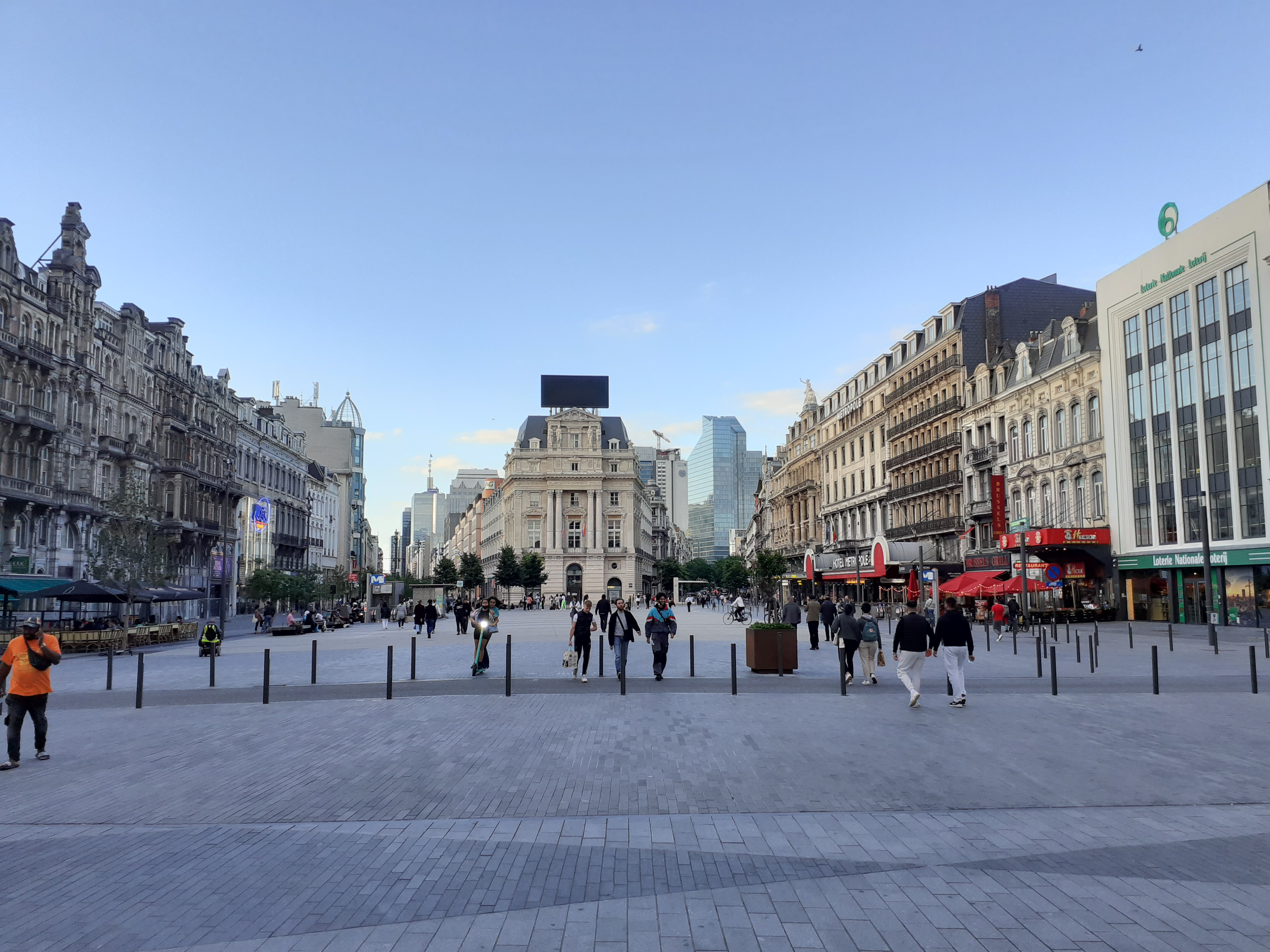
La place de Brouckère à Bruxelles, où se trouve l'hôtel Métropole que l'on aperçoit lorsque Marc Charlet se rend en taxi chez Tintin.

L'histoire se déroule en Belgique et plus particulièrement à Bruxelles, bien que l'auteur ait procédé à un certain « gommage national » pour faciliter l'exportation de son aventure. Ainsi, le théâtre dans lequel se déroule la séquence du music-hall est probablement inspiré du Théâtre royal des Galeries où Hergé avait assisté quelques années auparavant aux répétitions des pièces de théâtre dont Tintin était le héros, respectivement Le Mystère du diamant bleu et Monsieur Boullock a disparu. De même, la célèbre place de Brouckère apparaît lors du déplacement de l'explorateur Marc Charlet qui se rend en taxi chez Tintin.
Vers la fin de l'album, le capitaine Haddock et Tintin se rendent en France, à Saint-Nazaire puis à La Rochelle, à la poursuite des ravisseurs du professeur Tournesol. Or il apparaît dans les strips non publiés du Soir, comme le remarque le journaliste Marcel Wilmet, qu'ils se rendaient initialement sur la côte belge, à Zeebruges ou plus probablement à Ostende. Mais durant le temps d'interdiction de publication qui le frappe, Hergé a tout loisir de réaliser que ces deux ports ne possèdent pas de ligne maritime avec l'Amérique du Sud : il se décide alors pour les ports français,. Néanmoins, il conserve les décors déjà créés, ce qui fait que le trajet vers la ville de Saint-Nazaire est représenté avec des décors correspondant à la côte belge,.

## Création de l'œuvre

### Contexte d'écriture

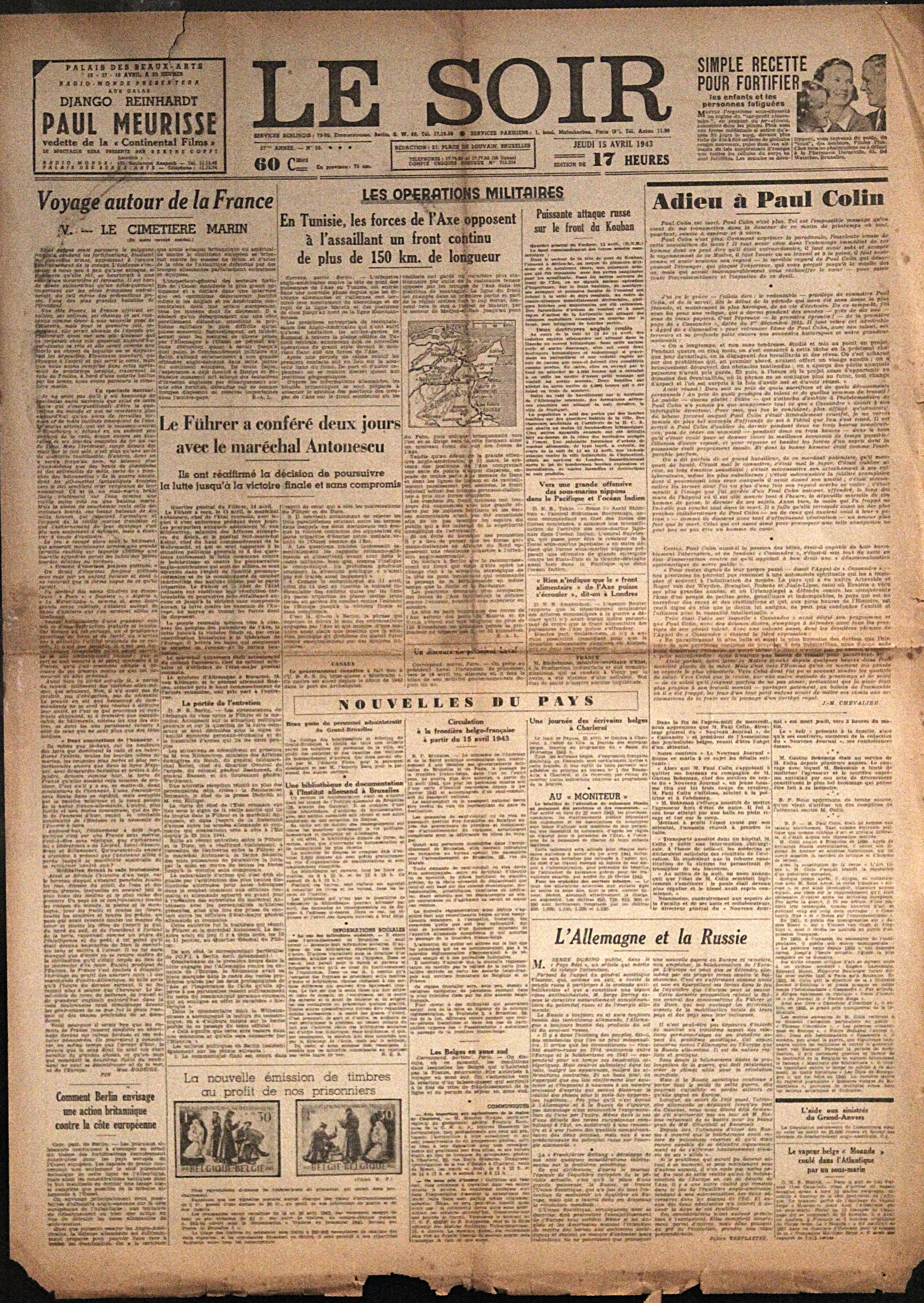
Le Soir (ici du 15 avril 1943) dans lequel est quotidiennement prépubliée l'histoire des Sept Boules de cristal.

Depuis le 28 mai 1940, la Belgique subit l'occupation de son territoire par les troupes du Troisième Reich. D'un point de vue artistique, ce contexte de guerre et d'occupation constitue paradoxalement une forme importante de stimulation, à tel point que certains commentateurs voient dans cette période un « âge d'or » de la création que « la qualité, la richesse et l'abondance [du] travail » des artistes d'alors révèlent particulièrement. Ceci s'expliquerait notamment par le besoin de la population de se divertir afin d'oublier les malheurs du moment. L'œuvre d'Hergé n'échappe pas à cette règle, et pour beaucoup d'artistes comme lui, c'est le temps de « l'accommodation » qui commence. Sollicité par Raymond De Becker, rédacteur en chef du Soir, Hergé en intègre l'équipe à partir du 15 octobre 1940. Le dessinateur, qui ne cache pas son enthousiasme, y voit un moyen de s'assurer des revenus réguliers et de ne pas se faire oublier du grand public.
À cette époque, ce journal est alors surnommé par la population Le Soir volé car, en violation de la volonté de ses propriétaires, sa publication est poursuivie sous l'Occupation allemande par des journalistes collaborateurs. L'attitude adoptée par Hergé pendant les trois ans où il travaille au Soir est par la suite considérée comme ambiguë : l'auteur peut apparaître comme un homme prêt à subordonner toute éthique au succès et au rayonnement de ses créations artistiques, et en particulier des « aventures de Tintin »,. Benoît Peeters souligne également une certaine indifférence d'Hergé envers les événements de son époque, occupé qu'il est par la création de son œuvre, à laquelle il consacre au moins douze heures de travail par jour. Néanmoins, mis à part quelques contacts avec l'occupant pour développer ses projets, notamment pour obtenir le supplément de papier que son éditeur Casterman réclame aux autorités, il évite prudemment tout geste qui pourrait s'apparenter à de la collaboration, comme l'explique Pierre Assouline : « En temps de crise plus encore qu'en période de paix, la prudence est sa vertu cardinale. » De même reste-t-il à l'écart de l'expression franche d'idées extrémistes, à part peut-être dans sa contribution à un recueil de fables dont l'auteur est Robert du Bois de Vroylanden et qui présente certaines caricatures antisémites dont il n'est pas l'auteur. Surtout, ses représentations de commerçants juifs dans L'Étoile mystérieuse peuvent elles-mêmes être considérées comme antisémites, mais elles restent les seules de ce genre et comme le souligne Pierre Assouline, cette aventure est le seul récit engagé de toute sa production pendant l'Occupation.
Néanmoins, ce n'est qu'à partir du diptyque formé par Le Secret de La Licorne et Le Trésor de Rackham le Rouge (prépublié en noir et blanc à partir du 19 février 1943) qu'il choisit franchement la fuite littéraire en exilant son héros hors de l'Europe occupée, ce qui peut être vu comme le moyen pour lui « de s'évader de l'actualité qui oppresse l'Europe et le monde ». L'auteur poursuit dans cette veine avec Les Sept Boules de cristal : alors même que Tintin ne quitte pas la Belgique, la présence et les interdictions de l'occupant sont niées, comme le souligne Philippe Goddin qui note comme exemple le plus révélateur le fait que le véhicule qu'empruntent Tintin et le capitaine de retour du music-hall roule tous phares allumés, en contravention avec les prescriptions très strictes des autorités militaires allemandes.

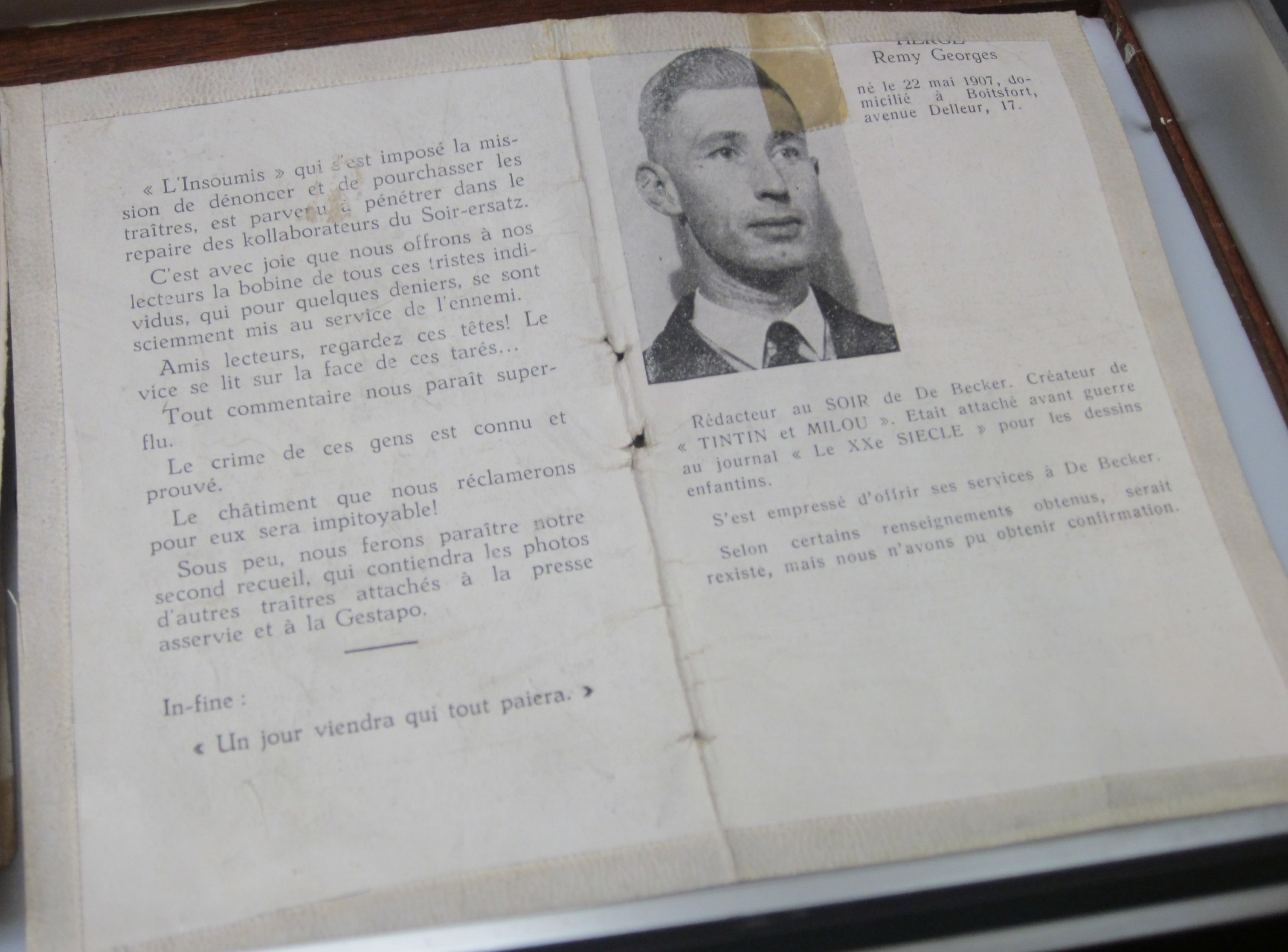
Brochure publiée par le réseau de Résistance belge, L'Insoumis, qui dénonce Hergé (sous le nom de Remy Georges) comme collaborateur.

C'est dans ce contexte que l'histoire paraît dans le journal Le Soir à partir du jeudi 16 décembre 1943. La libération du pays, le 3 septembre 1944, provoque l'arrêt de la publication du quotidien et donc celle de l'histoire. Cette période est également marquée par la brève arrestation d'Hergé pour faits de collaboration, ce qui constitue selon Pierre Assouline une nouvelle « rupture […] nettement douloureuse » dans la vie de l'auteur,. D'ailleurs, quelques mois plus tôt, Hergé anticipe sans doute de futurs ennuis avec la Libération qui se rapproche et songe aux longues listes d'« inciviques » qui sont déjà préparées à Londres. Il écrit ainsi dans une lettre datée du 19 juin 1944 : « Seigneur, libérez-nous de nos Protecteurs et protégez-nous de nos Libérateurs ! ». C'est durant cette période, du printemps à l'été 1944, que se manifestent chez lui les signes d'un profond syndrome dépressif. Fin 1944, Hergé est alors interdit de publication et, l'expression des rancœurs à l'encontre des collaborateurs aidant, il peut craindre pour sa sécurité : quelques années plus tard, il raconte ainsi un épisode de 1945 (qu'il situe « quelques mois après la libération de Bruxelles ») lors duquel Edgar P. Jacobs se rend chez lui armé d'un gourdin afin de le protéger d'éventuels mouvements hostiles de la foule qui pourraient le viser,.
Finalement, le 22 décembre 1945, la justice choisit de n'entamer aucune poursuite à l'encontre de l'auteur et son dossier fait l'objet d'un classement sans suite alors que d'autres journalistes qui ne sont pas plus impliqués que lui ne bénéficient pas d'autant d'indulgence. De lourdes peines sont réclamées par exemple à l'encontre de journalistes sportifs ou de critiques musicaux pour « trahison et intelligence avec l'ennemi ». Plusieurs éléments expliquent cette mansuétude. D'abord, il bénéficie de l'aide de certaines de ses relations, et notamment de l'éditeur de presse et résistant Raymond Leblanc. Mais, selon Pierre Assouline, il doit surtout son salut à « son image, sa popularité et la sympathie qui s'en dégage », acquise grâce à la création de son héros, ce que le même Pierre Assouline résume par : « Georges Remi est sauvé par Tintin ». Il s'en sort donc de justesse parce qu'en l'attaquant, et selon les mots qu'il rapporte et qui vont constituer la « version officielle », la justice « se serait couverte de ridicule », une affirmation que réfute Pierre Assouline. Cet épisode passé, Hergé obtient son « certificat de civisme » et peut donc lancer son support, le journal Tintin, dans lequel il reprend la prépublication des Sept Boules de cristal en septembre 1946 à partir de là où elle s'était arrêtée.

### Écriture du scénario

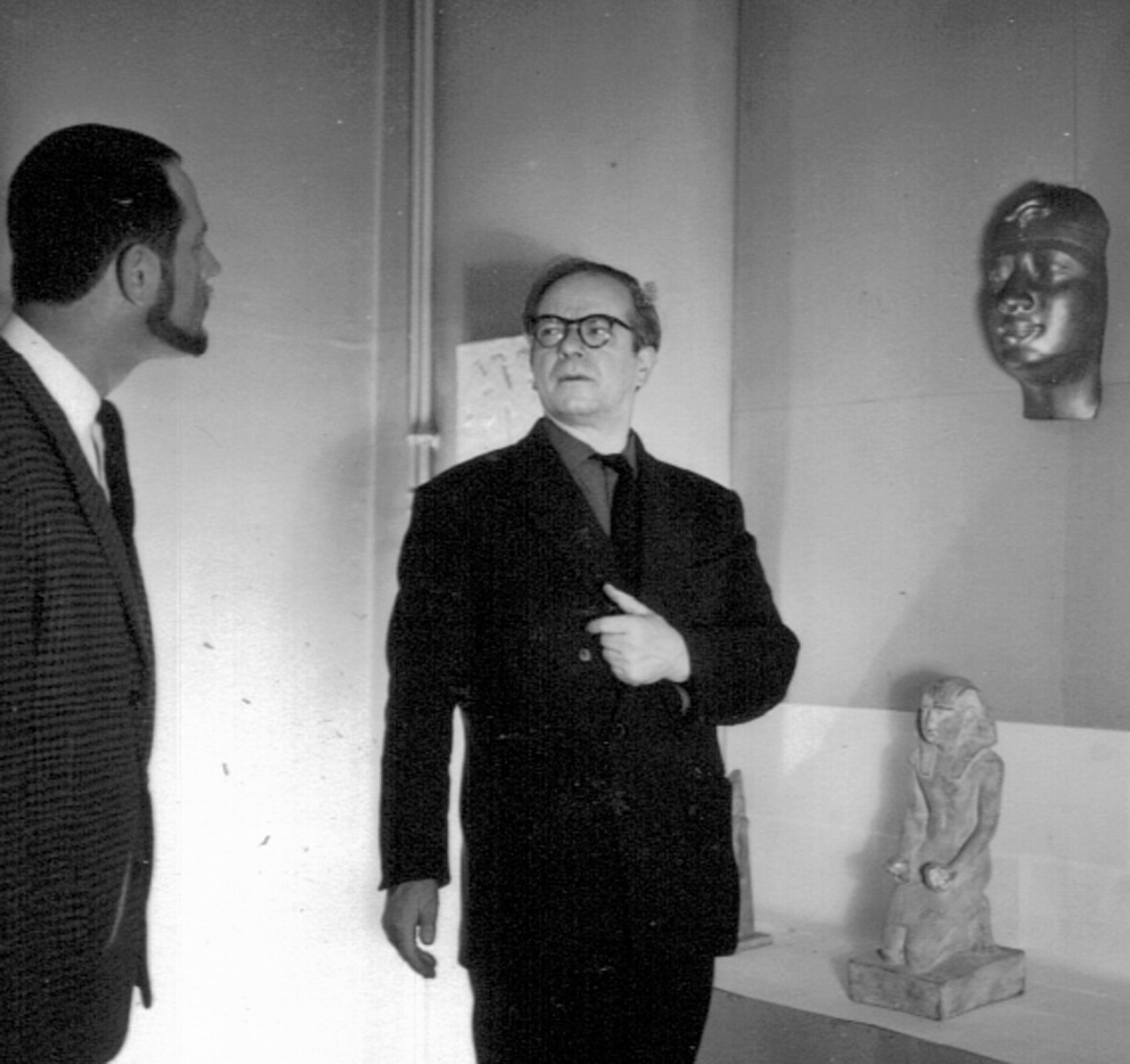
Jacques Van Melkebeke dans les années 1960.

Les Sept Boules de cristal peut être considéré comme une œuvre collective dans la mesure où Hergé s'appuie largement sur ses amis Jacques Van Melkebeke, rédacteur du Soir-Jeunesse et co-auteur de deux pièces de théâtre avec lui,, et Edgar P. Jacobs, qu'il engage pour travailler à la colorisation de ses premiers albums mais qu'il finit par associer à la préparation de sa nouvelle histoire, tant leur complicité est grande,.
Si la trame générale du scénario est bel et bien écrite par Hergé, l'intrigue est donc largement développée par les échanges entre l'auteur et ses amis. Dans un témoignage à la mort d'Hergé en 1983, Jacobs revendique l'importance de ses apports en affirmant qu'ils avaient eu « ensemble de longues discussions pour préparer le scénario des Sept Boules de cristal et du Temple du Soleil », à tel point qu'il affirme être l'auteur de plusieurs éléments significatifs de l'intrigue, notamment l'idée des boules de cristal, voire le titre de l'album,. C'est pour cette raison que Philippe Goddin affirme : « il y a du Jacobs dans cette aventure-là. Plus que dans Le Temple du Soleil ». De façon plus globale, cette collaboration fait évoluer le scénario d'Hergé vers une approche plus fantastique que ses précédentes productions, dont le contenu était beaucoup plus réaliste.
L'influence de Jacques Van Melkebeke est elle aussi manifeste. Certains observateurs, comme Frédéric Soumois, voient la pièce qu'il co-écrit avec Hergé en 1941, Tintin aux Indes : Le Mystère du diamant bleu, comme une source d'inspiration des Sept Boules de cristal pour son atmosphère générale, relativement sombre, et pour certains épisodes qui la constituent, comme la séquence où un fakir fait une démonstration d'hypnose. Mais sa contribution apparaît surtout dans l'insertion de certaines références culturelles et religieuses : ainsi, ce serait Jacques Van Melkebeke qui aurait suggéré à Hergé l'idée de la transformation de l'eau en vin par le prestidigitateur dans la séquence du music-hall, ce qui constitue une référence à l'épisode des Noces de Cana du Nouveau Testament,. Comme le rappelle Benoît Peeters, il semble qu'Hergé ne possédait pas un bagage culturel suffisant dans ce domaine pour qu'on puisse lui attribuer l'idée de cette allusion : « Quelle est l'origine de cette soudaine érudition ? Il n'est guère probable qu'il s'agisse de souvenirs de Saint-Boniface, étant donné ce que Hergé disait de la médiocrité de l'enseignement qu'il y avait reçu ». Si la « prégnance de l'imaginaire chrétien » se retrouve dans l'ensemble de la série, c'est bien dans cet album que le nombre de situations et d'allusions évoquant des scènes bibliques est le plus important.

### Sources et inspirations

#### Les Incas, la malédiction

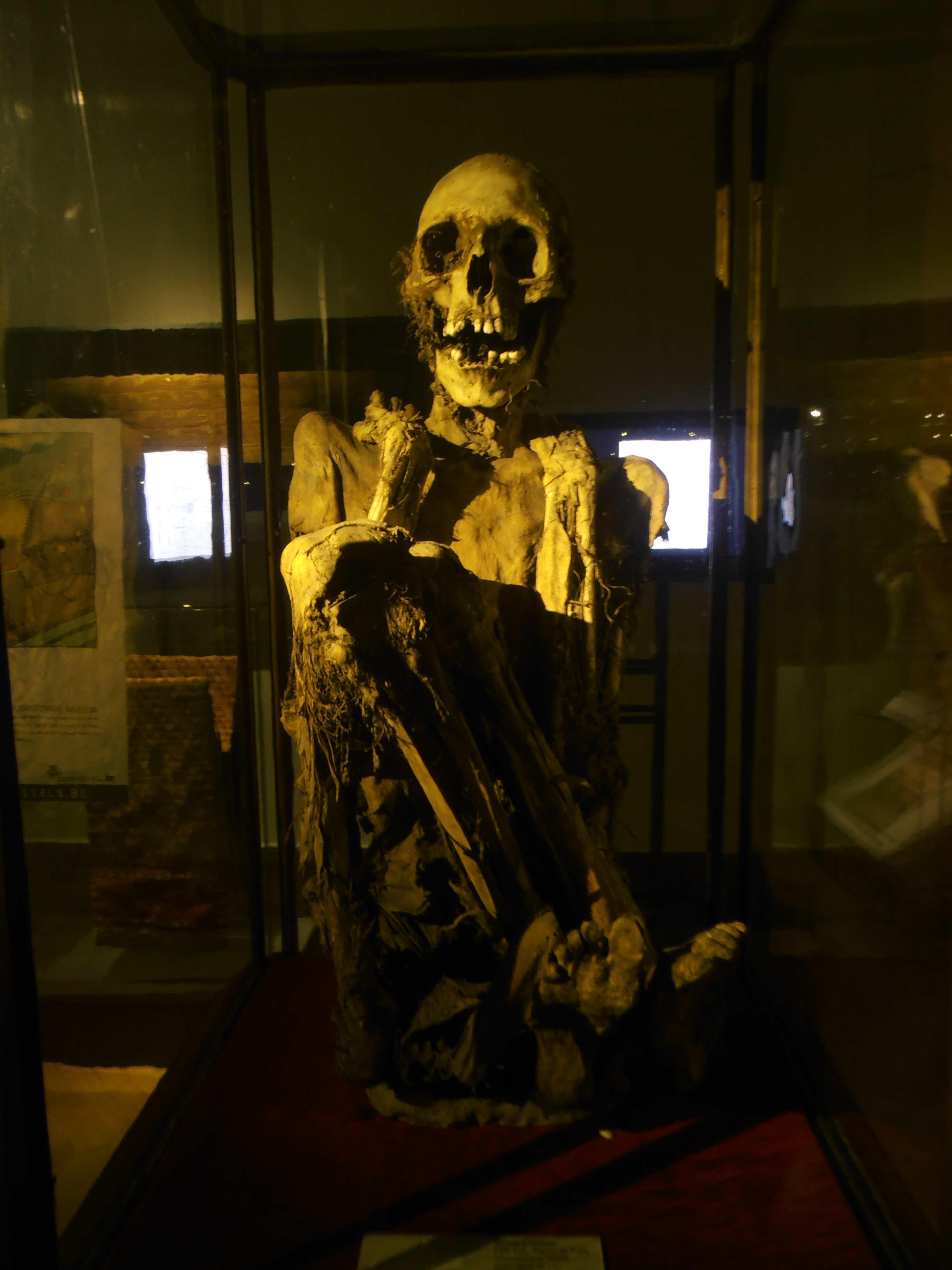
Momie inca qui a pu servir de modèle à celle de Rascar Capac.

Les sources d'inspiration utilisées par Hergé sont très nombreuses et éclectiques. L'auteur inscrit son œuvre dans la trame de l'histoire mondiale. Son premier centre d'intérêt est l'Égypte pharaonique, source d'inspiration qui apparaît dès les premières cases des Sept Boules de cristal, par le biais du voyageur assis à côté de Tintin dans le train. Vingt ans auparavant, le 4 novembre 1922, l'archéologue britannique Howard Carter découvre la sépulture du pharaon Toutânkhamon, et ravive en Europe un intérêt certain pour les mystères de l'Égypte antique : ainsi, par exemple, dès 1923, l'écrivaine anglaise Agatha Christie se saisit de ce thème pour écrire L'Aventure du tombeau égyptien. L'allusion aux déboires de l'équipe des découvreurs de cette tombe apparaît dès l'ouverture des Sept Boules de cristal.

Carte représentant l'expansion maximale atteinte par l'empire inca.

Hergé choisit de croiser cette source d'inspiration avec une seconde, qui constitue l'axe scénaristique principal du diptyque : la civilisation inca. Le principal représentant de cette civilisation dans la bande dessinée est la momie d'un roi inca, Rascar Capac, dont l'évocation dès la première planche puis l'apparition chez le professeur Bergamotte constituent le cœur de l'histoire. Les recherches conduisent à penser qu'Hergé a pu prendre pour modèle une momie rapportée du Pérou en Belgique avec deux autres spécimens vers 1840. Il est probable que le dessinateur s'était rendu en 1926 à une exposition consacrée à l'art précolombien où cette momie était présentée. Elle est, en 2015, exposée dans la section Cinquantenaire des Musées royaux d'Art et d'Histoire de Bruxelles dont le conservateur confirme que « la momie de Rascar Capac [est] inspirée de celle [du] musée » et que sa datation remonte « à l’intermédiaire récent qui se situe entre 1100 et 1450 apr. J.-C. ».
Les recherches du conservateur et archéologue Serge Lemaitre et de l'archéologue Caroline Tilleux du Musée Art et Histoire de Bruxelles démontrent qu'il s'agit d'un homme de 1,52 mètre-1,53 mètre, chasseur d'otaries à crinière, dont l'âge est compris entre 30 et 40 ans. La datation au carbone 14 situe la momification entre 1480 et 1560 et la localise à Arica, dans la région chilienne d'Arica et Parinacota,,.
Le sémiologue Pierre Fresnault-Deruelle voit dans la posture de Rascar Capac, les mains enserrant son visage, un rappel du célèbre tableau Le Cri, du peintre norvégien Edvard Munch, dont le personnage présente une grande ressemblance avec une momie chachapoyas au visage figé dans la mort. Découverte au Pérou en 1877 par des explorateurs français qui la rapportent au Musée ethnographique de Paris,, elle présente la particularité de tenir sa tête dans ses mains, comme celle dessinée par Hergé.

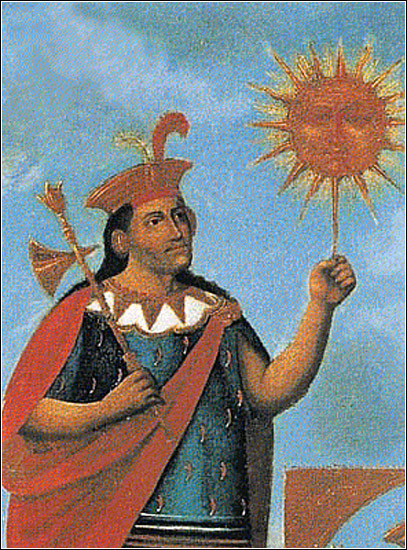
Manco Cápac, premier empereur inca de l'histoire dont le nom est à l'origine de celui de Rascar Capac.

Concernant ses sources bibliographiques, Hergé s'appuie principalement sur l'ouvrage Pérou et Bolivie, écrit par l'explorateur Charles Wiener, paru en 1880 et dont, pourtant, il y a tout lieu de considérer qu'il est déjà dépassé en 1943 par des recherches plus récentes.
Par ailleurs, Hergé recycle certains des documents utilisés par Edgar P. Jacobs pour la création de son Rayon U, paru durant la même période : quelques erreurs dues à Jacobs se glissent ainsi chez Hergé, comme la représentation d'un Rascar Capac nu alors que les momies incas étaient habillées. La plus grande partie de la documentation d'Hergé provient de recherches effectuées par ce même Jacobs dans la section du Cinquantenaire des Musées royaux d'Art et d'Histoire de Bruxelles sur les civilisations inca et péruvienne où il l'a envoyé,. Dans la bibliothèque du musée, son assistant découvre plusieurs ouvrages illustrés dans lesquels il effectue un important travail de décalque : outre celui de Charles Wiener, il trouve L'Empire du Soleil de Conrad de Meyendorff, un ouvrage en allemand, Kunst und Kultur von Peru (1929) par Max Schmidt (de), un autre en anglais, Dress and Ornaments in Ancient Peru (1929) par Gösta Montell (de) et un dernier ouvrage en italien, Vecchio Peru (1933) par Giuseppe Bazzocchi.
Ainsi, c'est de cette documentation que provient le nom du roi inca dont la momie des Sept Boules de cristal est rapportée en Europe : le nom de Rascar Capac serait composé à partir de ceux du premier (Manco Cápac) et du dernier (Huascar) des rois incas identifiés dans les recherches d'Hergé. Néanmoins, les recherches dont Jacobs communique les résultats à Hergé sont dans un tel état de désordre, notamment à cause de sa volonté d'économiser le papier calque, qu'elles sont difficilement exploitables : cela oblige à des recherches ultérieures dans les mêmes ouvrages.

#### Sources littéraires

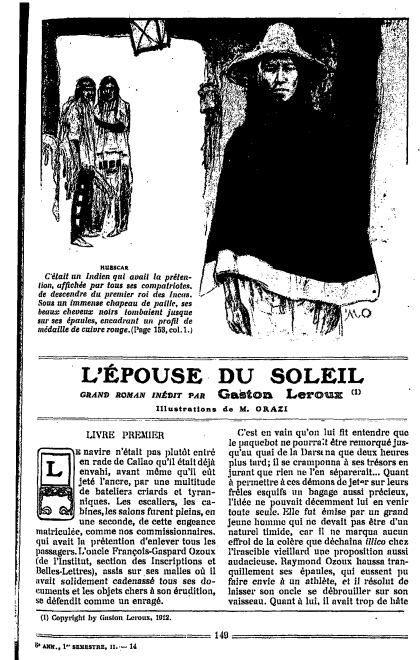
Première page de L'Épouse du Soleil de Gaston Leroux, paru dans le journal Je sais tout daté du 15 mars 1912.

Hergé ne s'inspire pas que d'ouvrages documentaires pour concevoir son histoire. Marqué dans son adolescence par la lecture de L'Épouse du Soleil, roman de Gaston Leroux paru en 1912, qui est également l'une des lectures préférées de Jacques Van Melkebeke, l'auteur s'en est souvenu lors de la réalisation de son histoire. Ainsi, dans les deux œuvres, un proche du héros se fait enlever par des descendants des Incas qui le conduisent dans un site reculé où ils vivent cachés, au Pérou, afin d'être sacrifié au soleil. Hergé reprend également le détail du bracelet d'or qui désigne l'héroïne du roman comme l'épouse du soleil pour en faire la pièce qui condamne le professeur Tournesol au sacrifice. De même, trois crânes vivants font irruption dans la chambre de l'héroïne du roman, par sa fenêtre, et l'enlèvent, ce qui rappelle la scène où la momie de Rascar Capac pénètre de manière cauchemardesque dans les chambres de Tintin, Haddock et Tournesol. À la suite de cet événement, l'héroïne tombe endormie, puis elle est maintenue dans cet état de sommeil tout au long de son transport à l'aide d'un parfum redoutable, des éléments auxquels fait écho le sommeil léthargique des membres de l'expédition Sanders-Hardmuth dans la bande dessinée.
Si l'influence du roman de Gaston Leroux est attestée, une autre œuvre littéraire a pu influencer la rédaction du scénario des Sept Boules de cristal. Dans une thèse sur la représentation du paranormal dans les Aventures de Tintin, Vanessa Labelle établit plusieurs similitudes entre l'intrigue de la bande dessinée et le roman Le Joyau des sept étoiles de Bram Stoker publié en 1903. Cet ouvrage, qui regorge de références à l'égyptologie, met en scène une malédiction millénaire qui entraine une série de morts mystérieuses. Le père de l'héroïne, l'égyptologue Abel Trelawny, est retrouvé allongé sur le sol au milieu de la nuit, frappé de léthargie et portant un bracelet au poignet. La chambre du savant est remplie d'objets d'art issus de ses voyages, comme l'est le salon du professeur Bergamotte dans Les Sept Boules de cristal. Abel Trelawny est en fait frappé de la malédiction qui touche tous les membres de l'expédition ayant pénétré dans le tombeau de la reine Tera, dont la sépulture était gardée par un avertissement semblable à la prophétie inca. Pour Vanessa Labelle, qui met aussi en avant la ressemblance entre les deux titres, qui contiennent le chiffre sept, « il n'est pas insensé de penser que Van Melkebeke ou Jacobs aient lu ce roman, car […] les deux avaient une connaissance encyclopédique de la culture populaire et étaient fascinés par la littérature anglaise de la fin du XIXe siècle et du début du XXe ».
Elle relève cependant des différences notables entre les deux œuvres. Dans la bande dessinée d'Hergé, les membres de l'expédition ne meurent pas, dans la mesure où l'album s'adresse avant tout à un jeune public. De même, le roman de Bram Stoker contient une visée argumentative, et l'auteur utilise les phénomènes paranormaux comme prétexte pour exploiter des questionnements plus profonds et mener une réflexion sur les sciences occultes et leur maîtrise par les civilisations anciennes.
Par ailleurs, le sémiologue Pierre Fresnault-Deruelle voit dans la séquence où le professeur Tournesol se pare du bracelet de la momie un rappel de La Vénus d'Ille, la nouvelle de Prosper Mérimée. Le lecteur comprend immédiatement que le geste du professeur aura pour lui de graves conséquences, à savoir son enlèvement, de même que le jeune homme de la nouvelle de Mérimée, qui passe une bague au doigt d'une statue en bronze de Vénus, symbole d'une alliance sacrée, finit écrasé sous son poids. La trace d'une main sanglante retrouvée sur un arbre par Tintin quand il recherche le professeur dans le parc est une référence directe au roman d'Henry Cauvain, La Main sanglante, à l'origine d'un stéréotype largement répandu dans la littérature et le cinéma.

#### Autres éléments de décor

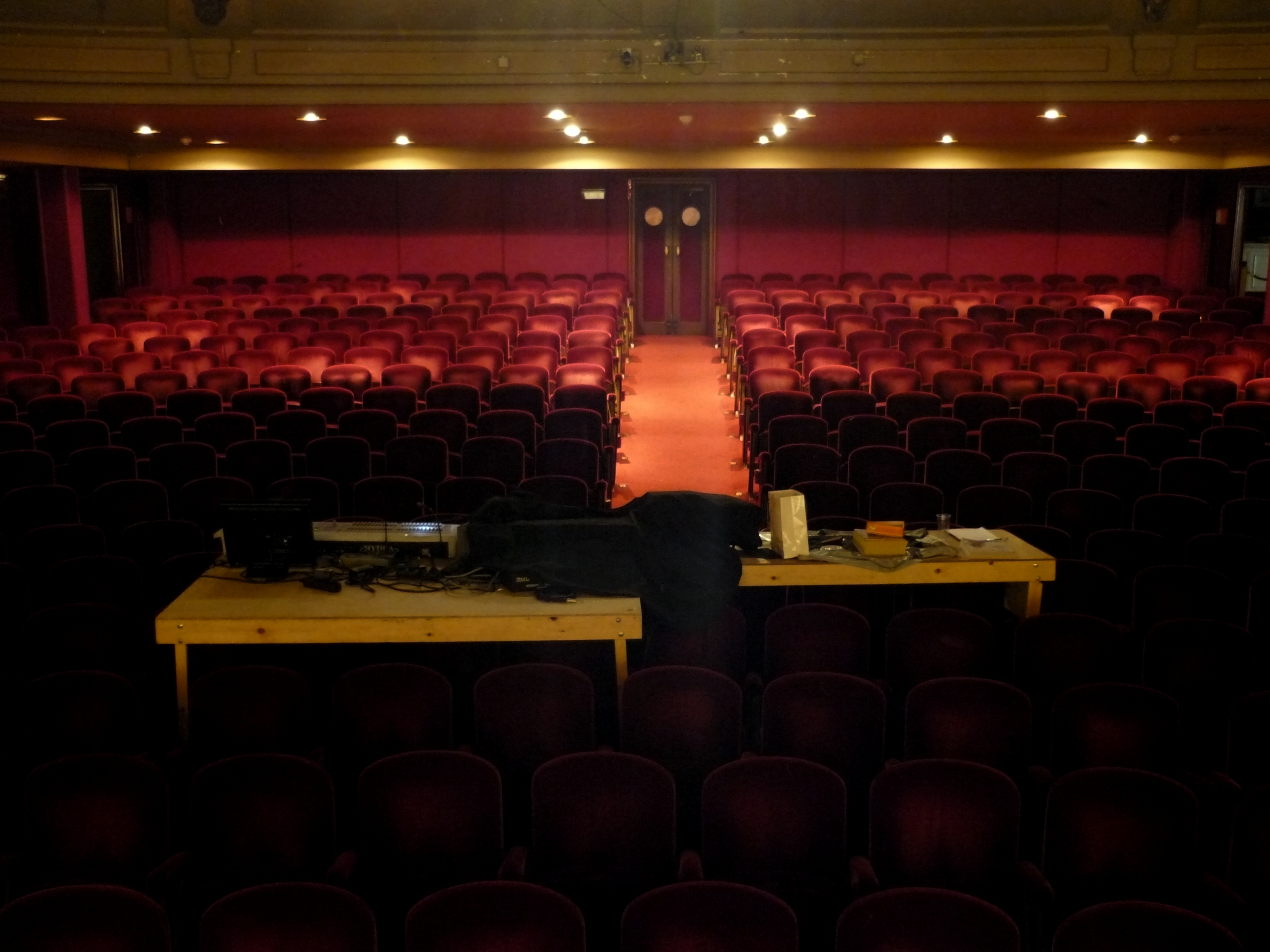
Le Théâtre royal des Galeries, modèle du music-hall dans lequel se joue une série de gags dont le capitaine Haddock est le plus souvent la victime.

Hergé inscrit également son aventure dans un contexte historique proche. Par exemple, il fait appel à un sujet qui a un certain retentissement à la fin de cette première moitié du XXe siècle : « le paranormal et ses satellites ». Ainsi, lorsqu'il choisit de faire intervenir le fakir Ragdalam dans la séquence où le capitaine et Tintin se rendent au music-hall, c'est en fait à un fakir ayant exercé ses talents au milieu des années 1920, Tahra-Bey, qu'il fait référence, comme il le fera par la suite en 1957 dans La Vallée des Cobras, un épisode des Aventures de Jo, Zette et Jocko, avec un personnage nommé Mahra Bey qu'il tourne en dérision. Cette référence apparaît nettement dans des notes préparatoires aux Sept Boules de cristal présentées par le tintinologue Dominique Maricq pour la revue Hergé, dans lesquelles le dessinateur fait mention du « fakir Tara Bouch Bey » en le qualifiant de « sorcier tibétain ».

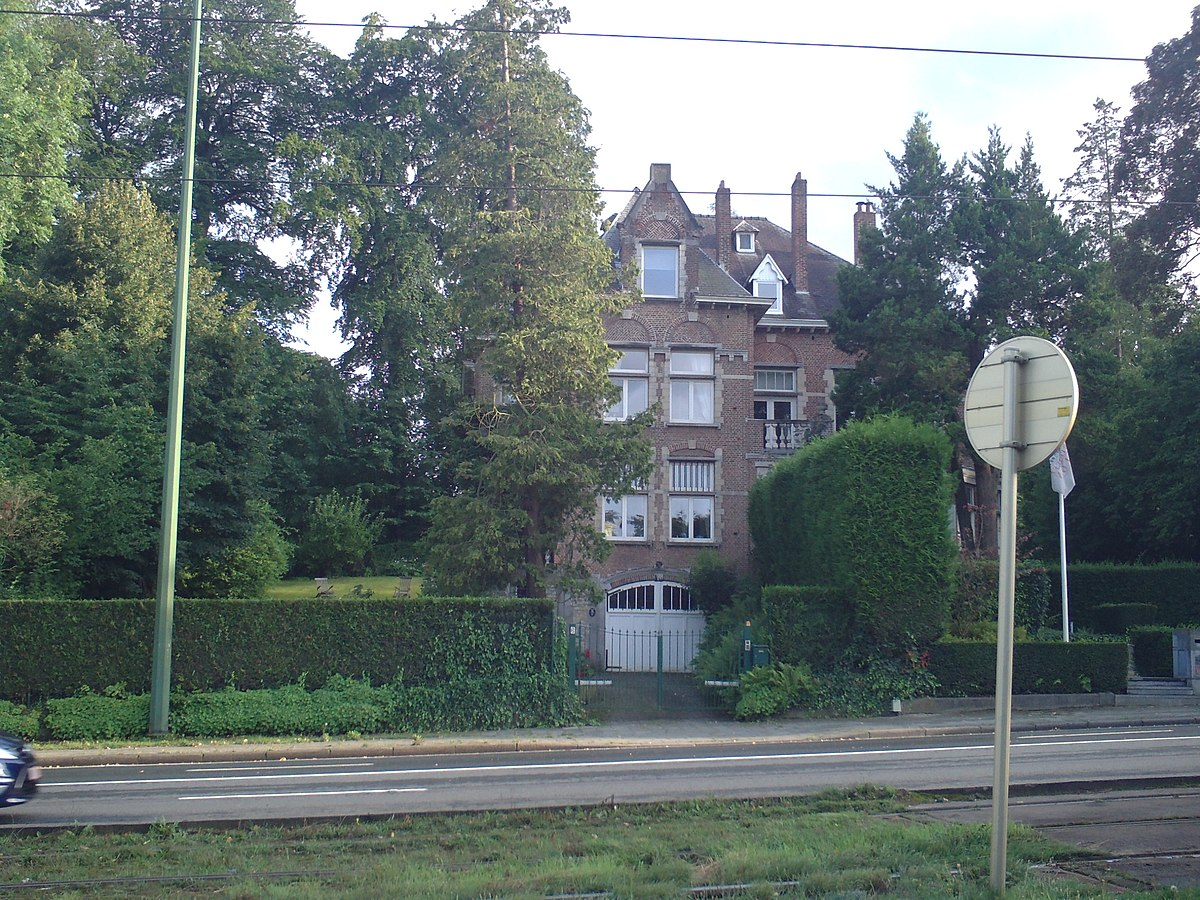
Une villa de Boitsfort, référence de la maison du professeur Bergamotte.

Par ailleurs, Hergé intègre très facilement dans son histoire des éléments de grande proximité qui l'entourent : c'est ainsi que la maison du professeur Bergamotte est inspirée d'une bâtisse voisine de sa maison à Boitsfort,,. Quand il s'agit d'objets du quotidien, la première source de documentation d'Hergé est le Nouveau Larousse illustré qu'il « consulte abondamment » pour représenter des pièces de mobilier (chez le professeur Bergamotte par exemple), des éléments de décor comme ceux qui agrémentent le fronton du château de Moulinsart, ou encore des représentations d'animaux comme dans le bureau du professeur Hornet. Hergé s'inspire donc de modèles réels, comme pour les voitures. Abonné à la Revue Ford, à laquelle il a également collaboré, il en extrait des images qu'il conserve dans sa documentation pour représenter ensuite certains modèles. Ainsi, la voiture du capitaine, avec laquelle il se rend à Saint-Nazaire puis La Rochelle en compagnie de Tintin, est une Lincoln-Zephyr de couleur jaune. Cette voiture apparaît dans 22 cases de l'album, ce qui en fait le véhicule le plus représenté de la série. Le taxi emprunté par l'explorateur Marc Charlet est quant à lui une copie d'un modèle Ford V8 de 1937. De même, l'hydravion emprunté par Haddock et Tintin pour rejoindre le Pérou à la fin de l'aventure est une copie d'un Short S.25 Sunderland. La scène du music-hall est également nourrie de croquis pris sur le vif par Hergé et Jacobs dans la salle du Théâtre royal des Galeries.

Exemples de moyens de transport dessinés dans Les Sept Boules de cristal.
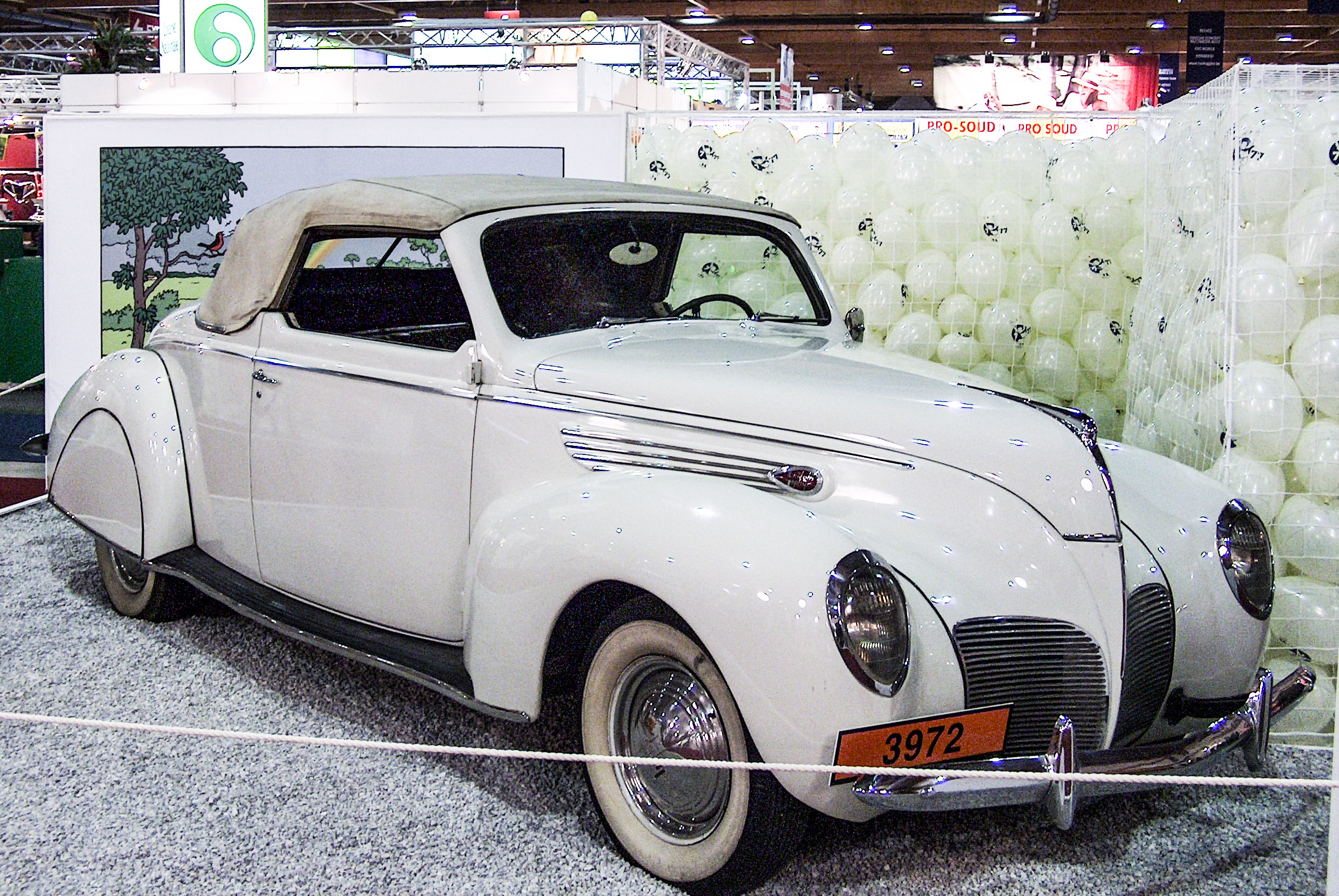
Une Lincoln-Zephyr, similaire à celle du capitaine.
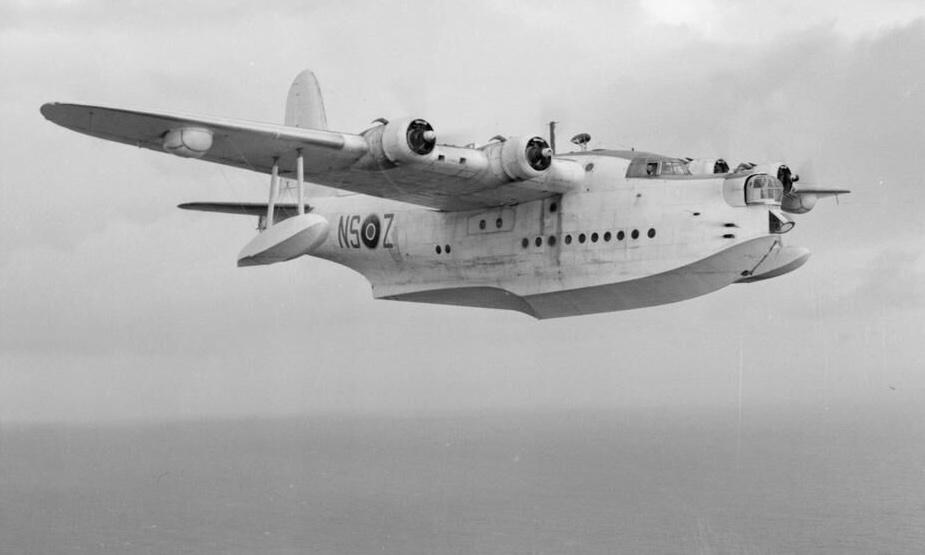
L'hydravion Short S.25 Sunderland qui conduit Tintin et Haddock au Pérou.

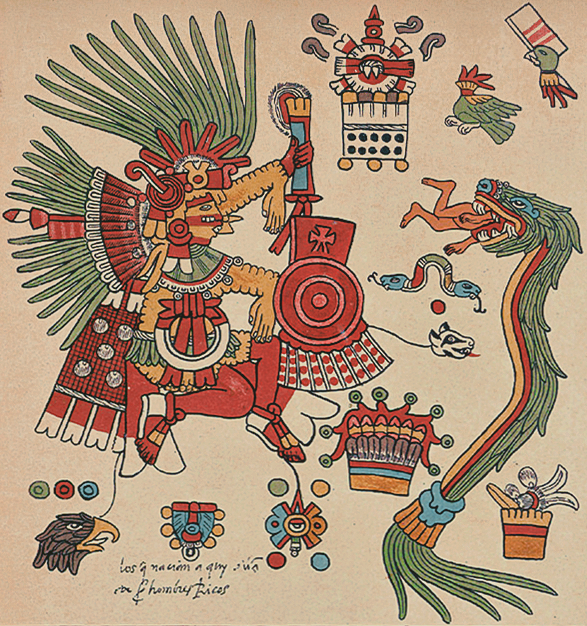
Scène de la planche 14 du codex Borbonicus exposée sur un mur du salon du professeur Bergamotte.

Concevoir le décor de la demeure du professeur Bergamotte, l'américaniste, a été pour Hergé l'occasion d'y mêler des objets d'art provenant de régions variées de l'Amérique. Ainsi, dans la case le montrant pour la première fois au lecteur, on découvre une salle ornée de deux têtes sculptées surmontant des portes. Celle de droite, la tête d'un rapace, évoque les masques des Amérindiens de la côte nord-ouest de l'Amérique du Nord, tandis que celle de gauche rappelle la tête du serpent à plumes ornant la pyramide de Quetzalcóatl à Teotihuacan au Mexique. Sur le mur derrière la vitrine de la momie, est suspendue une peinture représentant un extrait du codex Borbonicus, un codex mésoaméricain réalisé par les Aztèques dans les années 1510 et conservé au Palais Bourbon. L'extrait provient de la page 14, représentant le dieu Xipe Totec, « Notre seigneur l'écorché », qui incarne le printemps et le renouveau de la végétation. L'auteur a toutefois pris la liberté de l'encadrer d'une frise à triangles.

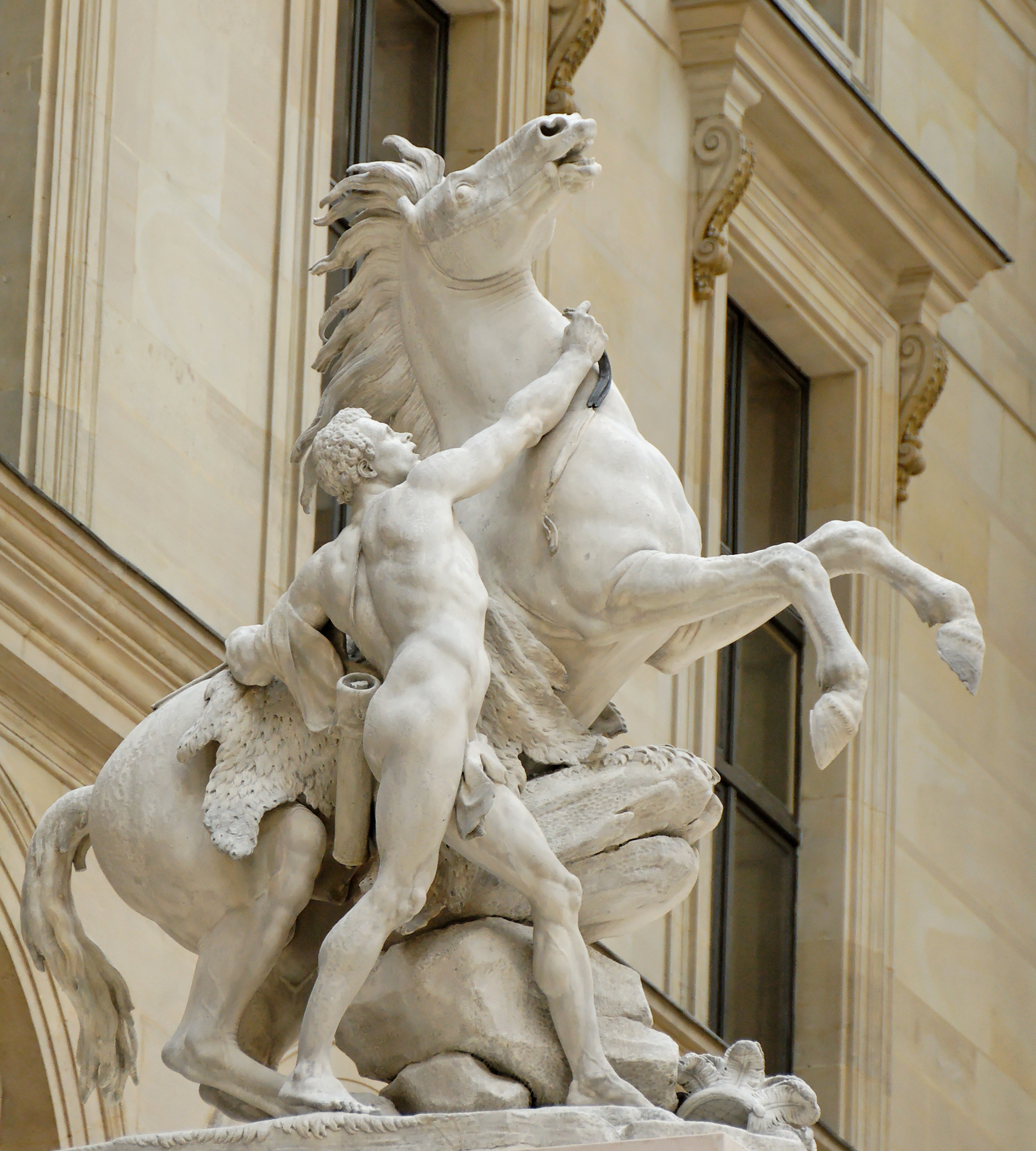
Statue de Guillaume Coustou reproduite en miniature sur le bureau du professeur Cantonneau.

Hergé présente également une collection d'objets issus des arts premiers dans l'appartement de Marc Charlet et qui évoquent, parmi d'autres souvenirs de voyage, les objets exposés au Musée ethnographique dans la première planche de L'Oreille cassée. Sur le bureau de Paul Cantonneau figure une statuette miniature qui représente l'un des Chevaux de Marly, œuvre du sculpteur Guillaume Coustou exposée au musée du Louvre,.

#### Références à des albums précédents

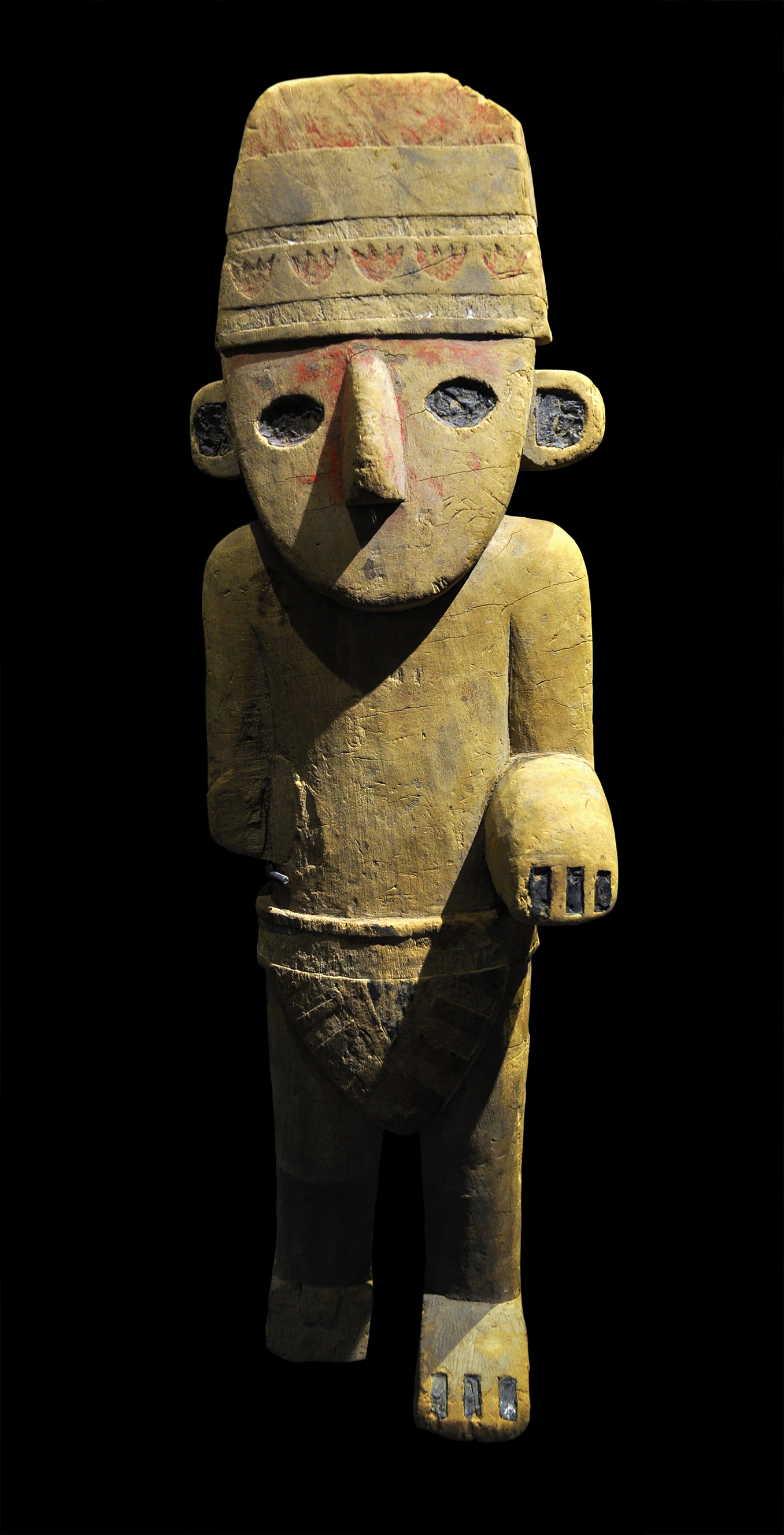
Statue chimú représentée dans L'Oreille cassée et qui témoigne de l'attrait précoce d'Hergé pour les cultures précolombiennes.

#### Apparitions et clins d'œil

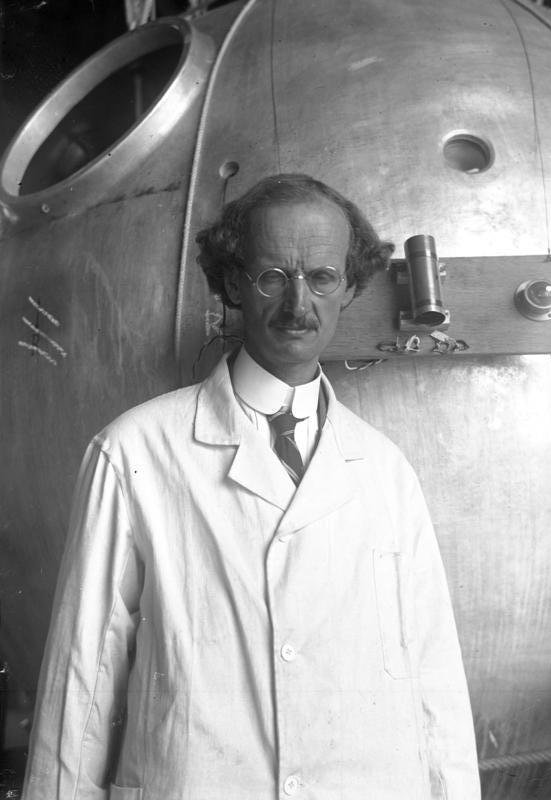
Le physicien suisse Auguste Piccard inspire le personnage du professeur Tournesol.
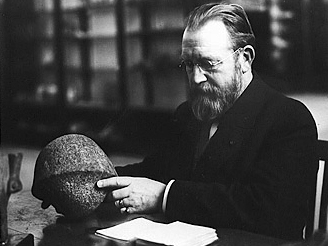
L'égyptologue belge Jean Capart inspire le personnage du professeur Bergamotte.

### Prépublication dans Le Soir puis Tintin

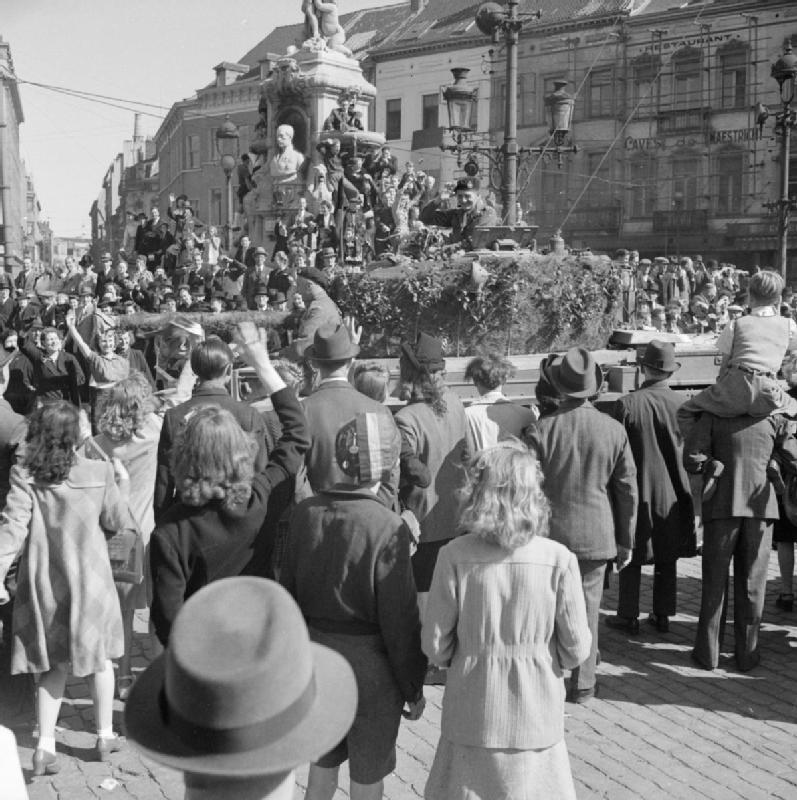
Libération de Bruxelles par les Britanniques le 4 septembre 1944.

### Analyse critique

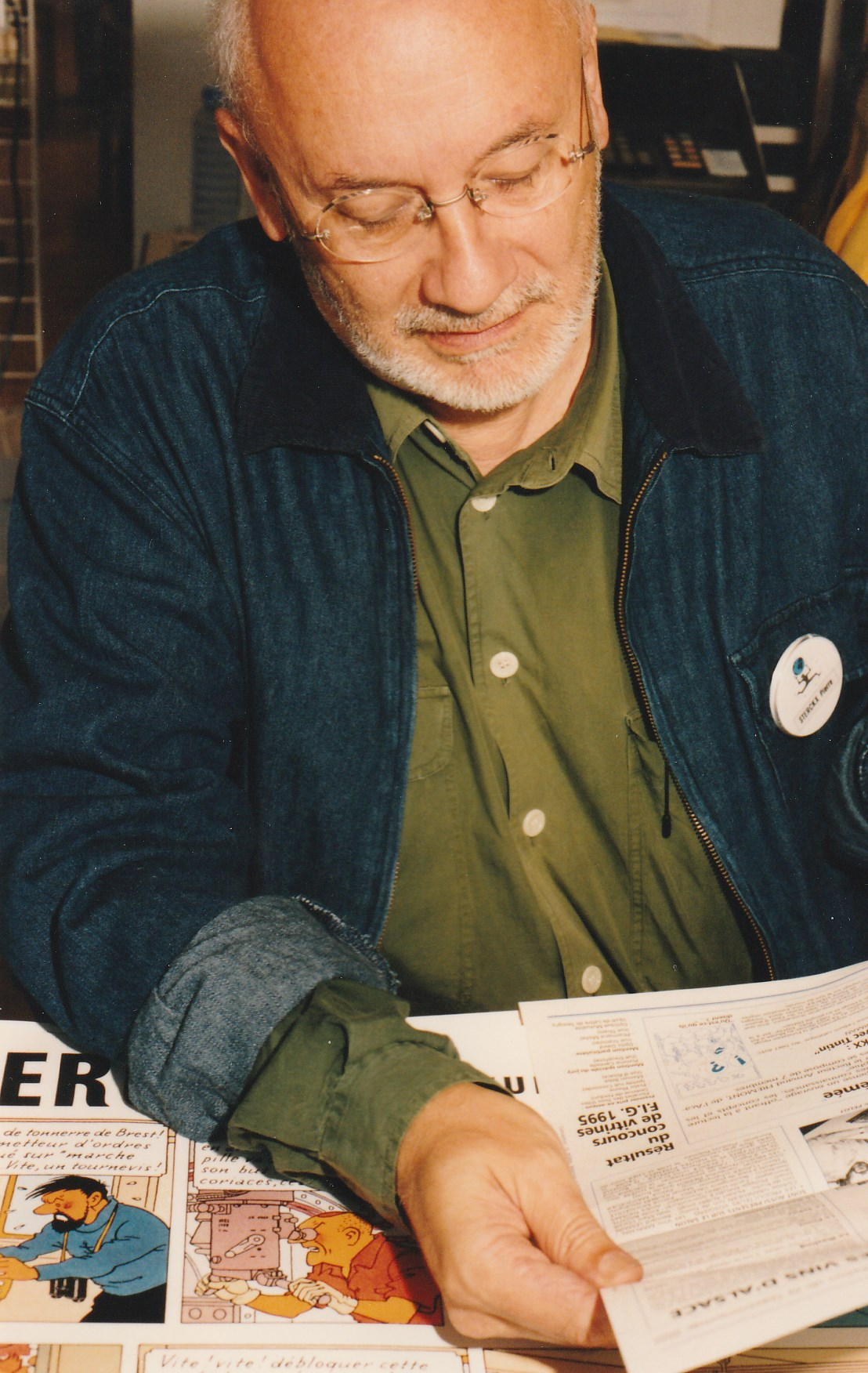
Pierre Sterckx considère l'album comme un chef-d'œuvre absolu.

#### Les images recyclées

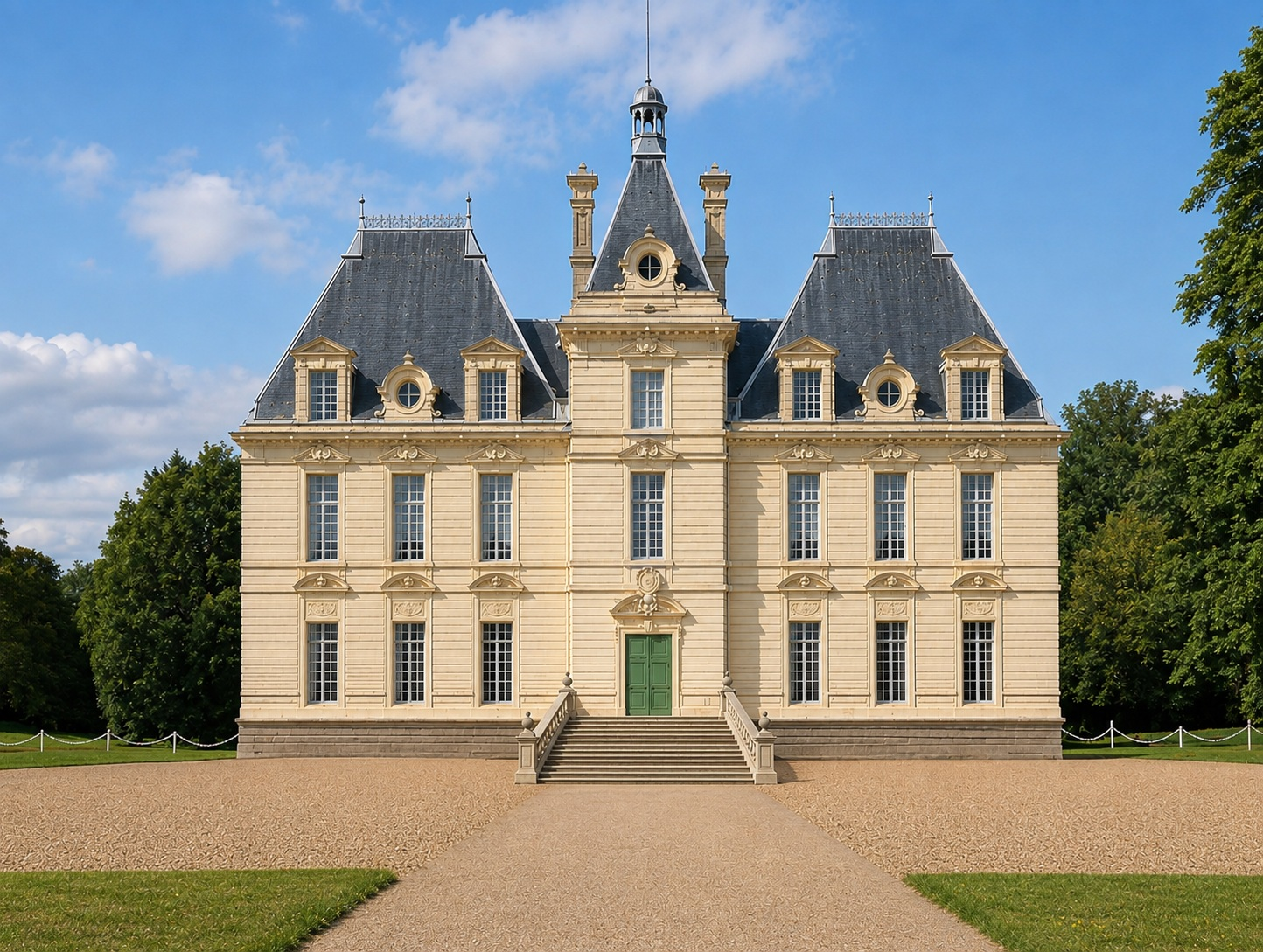
Le château de Moulinsart (vue d'artiste).

### Autres références et clins d'œil